# Acrodermatitis enteropathica
Acrodermatitis enteropathica (zespół Brandta, zespół Danbolta-Clossa) – choroba wywołana niedoborem cynku, pojawiająca się u niemowląt wkrótce po odstawieniu od karmienia piersią, charakteryzująca się następującymi cechami:
- zmiany skórne – zapalenie skóry podobne do łuszczycy
- wypadanie włosów
- zanokcica
- biegunka
- opóźnienie wzrostu.

Acrodermatitis enteropathica jest chorobą o typie dziedziczenia autosomalnym recesywnym, związaną z mutacją genu SLC39A4  na chromosomie 8 w locus 8q24.3, który odpowiada za kodowanie białka odpowiedzialnego za wchłanianie cynku. 
W przypadku braku suplementacji cynku (na czym polega leczenie) prowadzi do zgonu w przeciągu kilku lat.
Bardzo rzadko podobne zmiany do acrodermatitis enteropathica mogą występować w przebiegu mukowiscydozy.